# Pasturka
Pasturka – wieś w Polsce, położona w województwie świętokrzyskim, w powiecie pińczowskim, w gminie Pińczów.
| SIMC    | Nazwa      | Rodzaj     |
| ------- | ---------- | ---------- |
| 0263283 | Krzywda    | przysiółek |
| 0263290 | Parcelacja | przysiółek |

Po powstaniu listopadowym dobra ziemskie Pasturka będące własnością Jana Olrycha Szanieckiego zostały skonfiskowane za jego udział w powstaniu a on sam został skazany na karę śmierci.
W latach 1975–1998 miejscowość administracyjnie należała do województwa kieleckiego.

## Obszar ochrony uzdrowiskowej
W 2024 r. sołectwo Pasturki wraz z częścią miasta Pińczowa – Osiedlem Zdrojowym, częścią sołectwa Włochy – Osiedlem Górki-Włochy i sołectwami: Bogucice Drugie oraz Grochowiska uzyskało na mocy rozporządzenia Rady Ministrów status obszaru ochrony uzdrowiskowej („Obszar Ochrony Uzdrowiskowej Pińczów”).